# NGC 2915
NGC 2915 (другие обозначения — ESO 37-3, AM 0926-762, IRAS09265-7624, PGC 26761) — спиральная галактика с перемычкой (SBa) в созвездии Хамелеон.
Этот объект входит в число перечисленных в оригинальной редакции «Нового общего каталога».